# Dendropsophus luddeckei
Dendropsophus luddeckei es una especie de anfibio anuro de la familia Hylidae.

## Distribución geográfica
Esta especie es endémica de Colombia. Se encuentra entre los 2000 y 4100 m sobre el nivel del mar en los departamentos de Boyacá, Cundinamarca y Norte de Santander.

## Etimología
Esta especie lleva el nombre en honor a Horst Lüddecke.

## Publicación original
- Guarnizo, Escallon, Cannatella & Amézquita, 2012: Congruence between acoustic traits and genealogical history reveals a new species of Dendropsophus (Anura: Hylidae) in the high Andes of Colombia. Herpetologica, vol. 68, n.º 4, p. 523-540.[3]